# 72 Dywizja Strzelecka (ZSRR)
72 Dywizja Strzelecka (ros. 72-я стрелковая дивизия) – związek taktyczny (dywizja) Armii Czerwonej.
Sformowana w 1941 na bazie oddziałów piechoty morskiej Floty Czerwonej. Dywizja walczyła w Karelii przeciwko armiom niemieckiej i fińskiej. W czasie walk na ziemiach polskich dowodzona była przez gen. mjra Ilię Jastriebowa i wchodziła w skład 117 Korpusu Strzeleckiego 21 Armii.

## Dowódcy dywizji
- kombrig Wiktor Wizżylin (był w 1939)[2]
- gen. mjr Ilia Jastriebow